# Mauricio Parra
Mauricio Parra (* 20. Juli 1972 in Zweibrücken) ist ein spanischer Basketballtrainer.

## Laufbahn
Parra kam im deutschen Zweibrücken als Sohn spanischer Eltern zur Welt, wuchs dann in Südafrika (Kapstadt) und Spanien (Bilbao) auf. In Wien wurde er zum Übersetzer in den Sprachen Spanisch, Deutsch und Englisch ausgebildet. In Österreich war er als Trainer beim Wiener Verein Basket Flyers tätig (Co-Trainer der Herrenmannschaft und Jugendtrainer), später als Assistenztrainer beim Erstligisten Wels, danach war er ab August 1996 Co-Trainer und Nachwuchstrainer bei UKJ St. Pölten. 2001 übernahm er in St. Pölten das Cheftraineramt.
Ab der Saison 2003/04 arbeitete Parra als Co-Trainer beim SV 03 Tübingen in Deutschland und trug in diesem Amt zum Aufstieg in die Basketball-Bundesliga im Frühjahr 2004 bei. Er blieb bis 2007 Co-Trainer in Tübingen und nahm dann während der Sommerpause 2007 das Cheftraineramt beim Zweitligisten BV Chemnitz 99 an. Bereits im November 2007 kam es nach ausbleibendem sportlichen Erfolg wieder zur Trennung. Später äußerte Parra bezüglich seiner kurzen Amtszeit bei den Sachsen: „Chemnitz kam für mich zu früh. Ich bin zu naiv an diese Aufgabe herangegangen und habe Lehrgeld bezahlt.“
Parra kehrte für einige Monate ins Co-Trainer-Amt in Tübingen zurück und arbeitete dann ab der Saison 2008/09 als Assistenztrainer beim FC Bayern München. 2010 wechselte er von München zu Alba Berlin, wo er bis 2015 als Co-Trainer der Bundesliga-Mannschaft und zunächst zusätzlich im Jugendbereich als Trainer arbeitete. Unter anderem wurde er mit Berlin 2013 und 2014 Deutscher Pokalsieger sowie 2014 Deutscher Vizemeister.
2015 trat Parra nach fünf Jahren in der Hauptstadt eine Stelle als Co-Trainer beim Bundesligisten EWE Baskets Oldenburg an. 2017 wurde er mit den Niedersachsen Deutscher Vizemeister. Nach dreijähriger Amtszeit verließ er Oldenburg im Sommer 2018 und wurde Cheftrainer beim VfL Kirchheim in der 2. Bundesliga ProA. Anfang Dezember 2019 wurde Parra auf unbestimmte Zeit krankgeschrieben und konnte somit seine Trainertätigkeit vorerst nicht mehr ausüben, kurz vor Weihnachten 2019 wurde er deshalb von David Rösch als Trainer abgelöst.
Ende März 2021 wurde er Co-Trainer von Derrick Allen beim Bundesligisten SC Rasta Vechta. Zur Saison 2021/22 wechselte Parra zu Medi Bayreuth, um dort als Co-Trainer von Raoul Korner zu fungieren, mit dem ihn eine langjährige Freundschaft verbindet und mit dem er bereits in Österreich zusammenarbeitete. Nach der Saison trennten sich die Wege von Medi Bayreuth und Parra wieder.